# Ewald Kislinger
Ewald Kislinger (* 1956 in Steyr) ist ein österreichischer Byzantinist.

## Leben
Ab 1974 studierte er Byzantinistik, Geschichte und Klassische Philologie an der Universität Wien. 1982 schloss er das Studium mit der Promotion im Fach Byzantinistik (Nebenfach südosteuropäische Geschichte) ab. Von 1980 bis 1981 war er Mitglied des Organisationskomitees des 16. Internationalen Kongresses für Byzantinistik in Wien. Seit 1982 ist er am Institut für Byzantinistik und Neogräzistik der Universität Wien beschäftigt, zuerst als Vertragsassistent, ab 1992 als Universitätsassistent, seit der 2000 erfolgten Habilitation in Byzantinistik zunächst als Universitätsdozent, dann als außerordentlicher Professor. Von 1992 bis 2003 war er Mitarbeiter der Bibliographie der Byzantinischen Zeitschrift (für Österreich, Süditalien und die Sachbereiche Alltagsleben und Medizin). Von 2007 bis 2018 war er Herausgeber des Jahrbuches der Österreichischen Byzantinistik.
Forschungsschwerpunkte von Kislinger sind Ereignisgeschichte, Alltagsleben, Medizin und Hospitalwesen sowie Aspekte des byzantinischen Sizilien. Für seine historischen und archäologischen Forschungen zum Basilianer-Kloster San Pietro di Deca („Conventazzo“) wurde Kislinger 2012 die Ehrenbürgerschaft der Gemeinde Torrenova (Provinz Messina / Italien) verliehen. 
Kislinger ist verheiratet mit der italienischen Byzantinistin Carolina Cupane.

## Schriften (Auswahl)
- Gastgewerbe und Beherbergung in frühbyzantinischer Zeit. Dissertation masch. Wien 1982.
- mit Herbert Hunger, Otto Kresten, Carolina Cupane: Das Register des Patriarchats von Konstantinopel, II: Edition und Übersetzung der Dokumente aus den Jahren 1337–1350 (Corpus Fontium Historiae Byzantinae XIX/2). Wien 1995.
- Monumenti e testimonianze greco-bizantine di San Marco d'Alunzio (Me). Maggio 1995.
- Regionalgeschichte als Quellenproblem. Die Chronik von Monembasia und das sizilianische Demenna. Eine historisch-topographische Studie (= VTIB 8). Wien 2001.
- Les chrétiens d’Orient: règles et réalités alimentaires dans le monde byzantin, in: Jean-Louis Flandrin, Massimo Montanari (Hrsg.): Histoire de l’alimentation. Paris 1996, S. 325–344.
- mit Iris Ott, Susanne Metaxas: Conventazzo (Torrenova / ME): Archäologie und Geschichte (FWF-Projekt P14977). Bericht über die Aktivitäten 2001–2003. In: Anzeiger der Österreichischen Akademie der Wissenschaften, phil.-hist. Kl. 139 (2004), S. 101–180.
- Graecorum vinum nel millennio bizantino, in: Olio e vino nell’alto medioevo (=Settimane di studi sull’alto medioevo 54). Spoleto 2007, S. 631–670.
- Reisen und Verkehrswege in Byzanz. Realität und Mentalität, Möglichkeiten und Grenzen, in: Proceedings of the 22nd International Congress of Byzantine Studies, Sofia 2011. Volume 1: Plenary Papers. Sofia 2011, S. 341–387.
- Nicephorus Callistus Xanthopulus. In: Biographisch-Bibliographisches Kirchenlexikon (BBKL). Band 14, Bautz, Herzberg 1998, ISBN 3-88309-073-5, Sp. 267–268 (callistus_x.shtml Artikel/Artikelanfang im Internet-Archive).
- Thalassokratie, ein Leitprinzip byzantinischer Machtpolitik (6.–11. Jahrhundert). In: Millennium Bd. 21, 2024, S. 251–290.